# Marta Pospišil-Griff
Marta Pospišil-Griff (Križevci, 30. siječnja 1892. – Zagreb, 19. ožujka 1966.), hrvatska operna pjevačica i mezzosopranistica.

## Životopis

### Rani život
Marta Pospišil-Griff rođena je u Križevcima, 30. siječnja 1892. godine. 

### Karijera
Učila je pjevanje u Zagrebu i Beču. Prvi put nastupa u Zagrebačkoj operi 1914. godine u operi "Prodana nevjesta". Također je nastupala u Verdijevom "Rekvijemu" i Beethovenoj "Misi Solemnis". 

### Smrt
Umrla je 19. ožujka 1966. godine u Zagrebu.